# Čertanovskaja
Čertanovskaja (in russo:Чертановская) è una stazione della metropolitana di Mosca situata sulla Linea Serpuchovsko-Timirjazevskaja, la linea 9 della Metropolitana di Mosca; è stata inaugurata l'8 novembre 1983.